# Gran Premio de la Hermandad
El Gran Premio de La Hermandad también conocido como "Carrera de la Hermandad argentino-chilena", "La Hermandad" o por sus siglas "GPH", es una competencia automovilística que se desarrolla anualmente en la Isla Grande de Tierra del Fuego, cada mes de agosto. Uniendo la localidad chilena de Porvenir con la localidad argentina de Río Grande.
A través del tiempo se transformó en la competencia deportiva de mayor trascendencia en Tierra del Fuego. Se ha realizado ininterrumpidamente desde 1974 aun durante el Conflicto del Beagle que enemistó a ambos países en 1978, hasta 2020 donde se vio interrumpida por la pandemia mundial de COVID-19 y fue relanzada en el año 2022.

## Origen
En abril de 1974, el gobernador Uros Domic de Tierra del Fuego (Chile) junto al presidente del Club de Volantes de Porvenir, Pedro Vukasovic contactaron al presidente del Automóvil Club de Río Grande, Víctor Donoso, y gestaron la idea.

### La fecha
Se eligió una fecha homenaje a los libertadores de ambos países, conmemorando el 17 de agosto, fallecimiento de San Martín, y el 20 de agosto, nacimiento de Bernardo O'Higgins. Coincide la fecha con la temporada invernal, ideal para el desarrollo del rally, con caminos nevados o embarrados, lo que da estímulo a los pilotos en busca de desafíos.

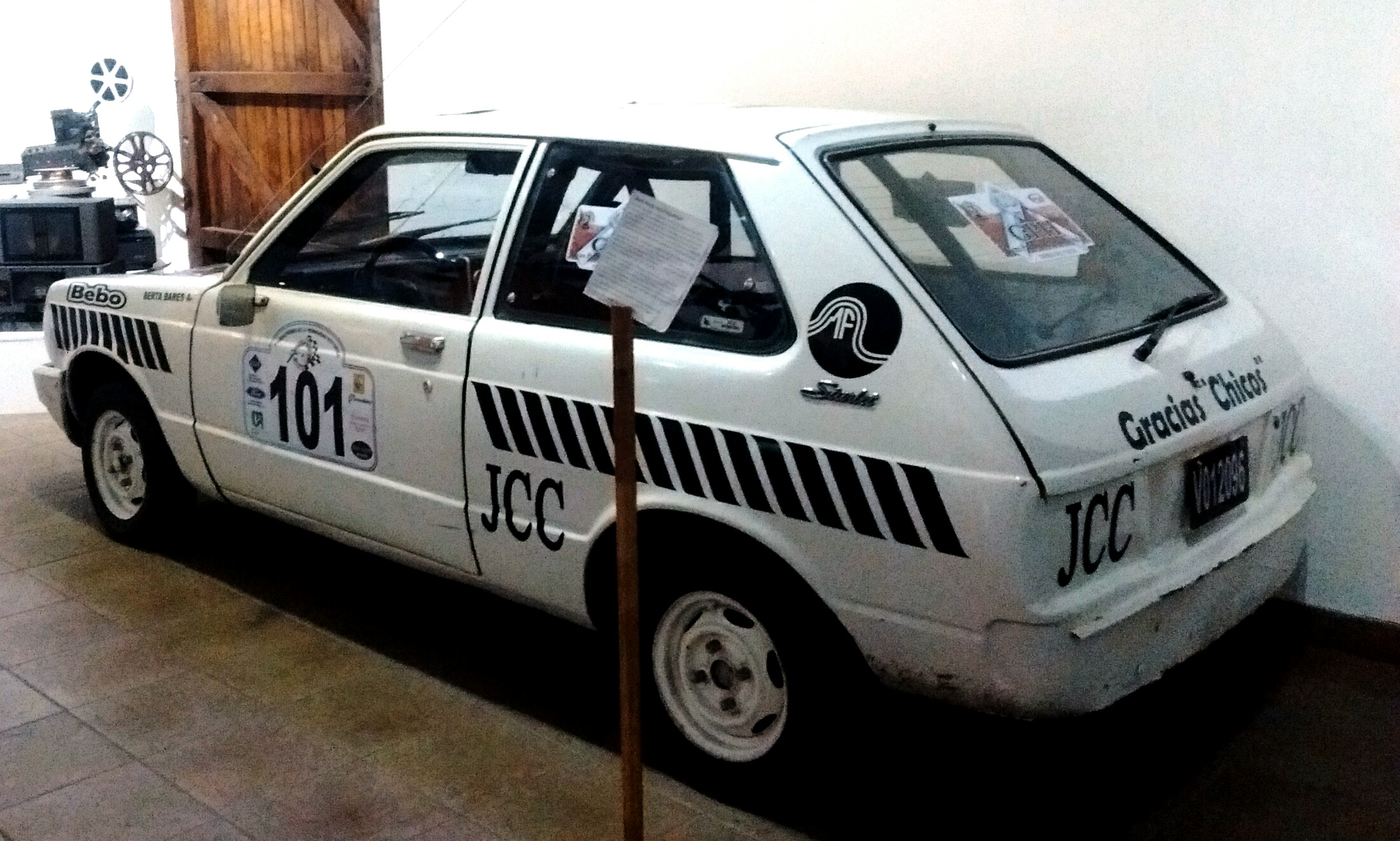
Toyota Starlet en el museo Virginia

## La primera edición
Se disputó entre el 17 y el 18 de agosto de 1974, largando desde Porvenir, a las 07 hs, -hora chilena-. Veinte osados corredores iniciaron esta aventura por caminos muy duros y con unidades que distaban de ser vehículos de competición.

### Los pioneros
Los primeros pilotos que se atrevieron a participar.
- De  Argentina:

Nicolás Senkovic y Ema Villaroel con el 101, Fiat 128; José Cabezas y Juan Gómez con el 102, Fiat 128; Jorge Fuentes y Matilde Rogosic con el 103, Fiat 128; Eduardo Carletti y Santiago Mussin con el 104, Renault 12; Antonio Susñar y Lorenzo Melogno con el 105, Fiat 128; Juan Maslov y José Cárcamo con el 106, Renault 12; Ivo Milovic y Gustavo Álvarez con el 201, Fiat Multicarga 1.6; Leoncio Sáenz y Ana de Sáenz con el 202, Chevrolet Sedán; Celso Dib y Desenco Utrovicic con el 204, Chevrolet Sedán; Mario Menéndez y Raúl Fernández con el 208, Dodge 1500; Eduardo Silva con el 209, Maveric 72; Juan Carlos Castillo y Roberto Servetto con el 210, Fiat 125.
- De  Chile:

Enrique Degrenade y Fernando San Pedro con el 107, Citroën 3 CV; Simón Vukosic con el 108, Austin Mini; Esteban Capkovic y Luis Kruman con el 203, Ford Ranchero; Hugo Cuevas y Roberto Aqueveque con el 205, Ford Falcon Ranchero; Goyco Maslov y Lorenzo Alasevic con el 206, Mercedes Benz 220; Franklin Neira y Luis Saldivia con el 207, Jeep Willys; Marcos Lausic y Eugenio Yasic con el 211, Ford Ranchero; Víctor Cuevas con el 212, Internacional.

### Los primeros ganadores
Los primeros campeones fueron Nicolás "China" Senkovic de Río Grande, en la categoría A, y Goyco Maslov, de Porvenir, en la B. En sus inicios la carrera contaba con dos categorías solamente.

### Primera comisión organizadora
- Por el Club de Volantes de Porvenir:

Presidente: Antonio Vukasovic Tomasovic; Vicepresidente: Pedro Rodríguez; Secretario: José López Cárdenas; Tesorero: Víctor Valenzuela Leal; Director: Marcos Vukasovic Balic; Comisario Deportivo: Félix Miranda; Médico Oficial: Juan Gross Mansilla; Cronometristas: Guillermo Beros Scholer, junto a Jorge Sánchez Cvtanic; Relacionador Público: Félix España.
- Por el Automóvil Club Río Grande:

Presidente: Víctor Jesús Donoso; Vicepresidente: Antonio Susñar; Secretario: Francisco Rubén Agnes; Prosecretario: Roque Fernández; Secretario de Actas: Leoncio Sáenz; Tesorero: Roberto Servetto; Protesorero: Carlos Santana; 1º vocal: José Luis Cabezas; 2º vocal: Juan Maslov; 3º vocal: Héctor Gutiérrez; 4º vocal: Lorenzo Melogno; 5º vocal: Carlos Brea; Revisadores de Cuentas: Luis Héctor Grieco y Miguel Ángel Castro.

## Desarrollo

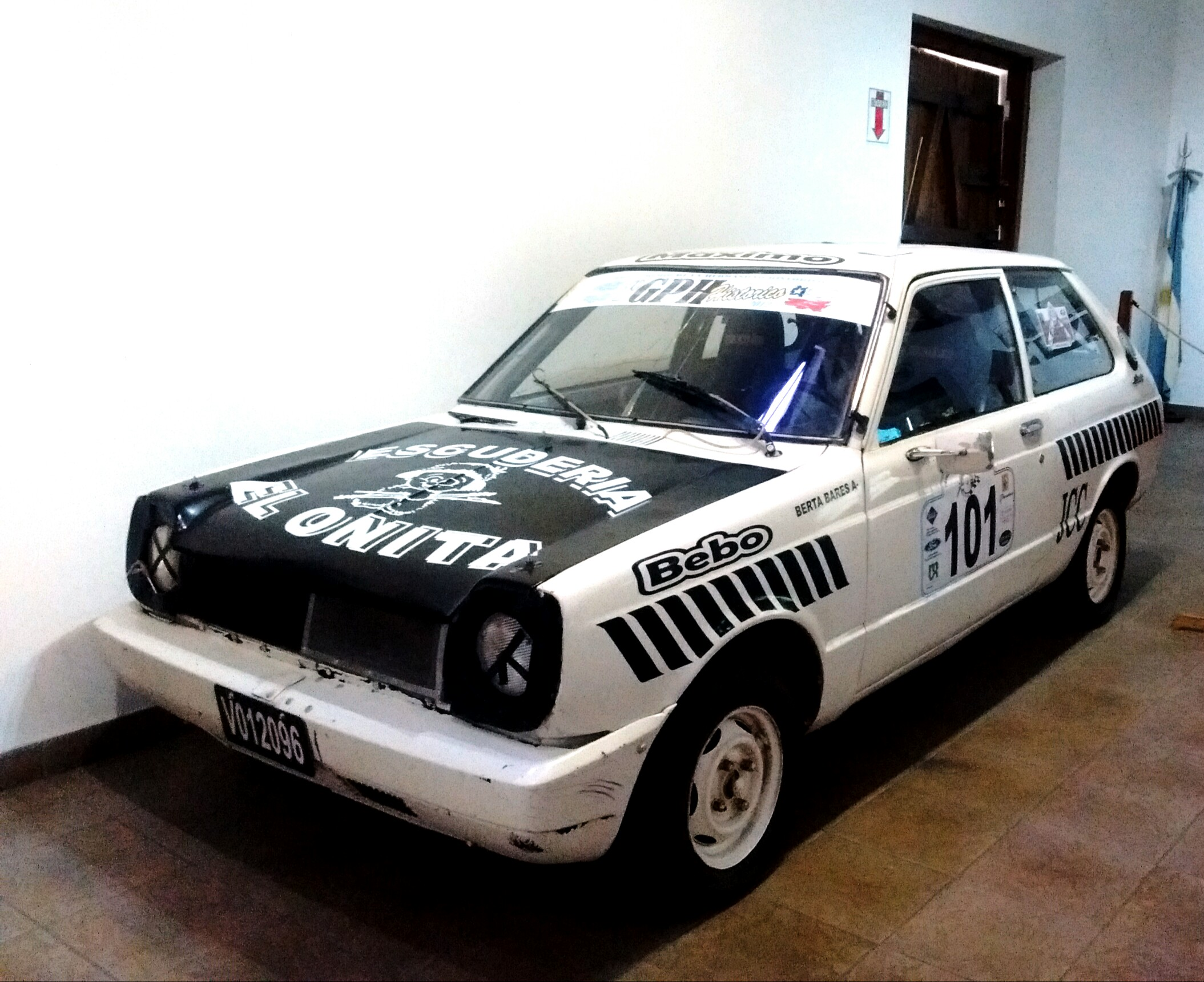
Serie 60 con 3 puertas dedicada al rally Gran Premio de la Hermandad a modo de exhibición en el museo Virginia Choquintel de Río Grande

La carrera recorre una ruta especialmente elegida que incluye tramos de la ruta nacional nº3 de Argentina, ruta nacional de Chile y caminos alternativos poco transitados. Son aproximadamente 413 km los que separan a ambas ciudades.
La largada se hace desde Porvenir o desde Río Grande, alternativamente cada año.
Las etapas son dos, una de ida (Porvenir-Río Grande o Río Grande-Porvenir, según el año), y una de regreso. 
Históricamente el trabajo de preparación de las máquinas estuvo a cargo de cada piloto (binomio o Peña). Es una carrera exigente por el tipo de trazado y también económicamente. Sin embargo, existe una pasión en los corredores y en los espectadores que es el verdadero motor que impulsa cada edición de este rally.

## Categoría
Las categorías del Gran Premio fueron cambiando a lo largo de los años, las categorías actualizadas al año 2023 son:
| CATEGORÍAS GRAN PREMIO DE LA HERMANDAD | CATEGORÍAS GRAN PREMIO DE LA HERMANDAD                 | CATEGORÍAS GRAN PREMIO DE LA HERMANDAD |
| -------------------------------------- | ------------------------------------------------------ | --- |
| AÑO                                    | CATEGORÍA                                              | DESCRIPCIÓN |
| 2025                                   | A                                                      | de 0 cc. a 1.000 cc. Standard, multivalvular, Carburador e Inyección                                                                                                 |
| 2025                                   | B                                                      | de 1.001 cc. a 1.300 cc. Standard, multivalvular, Carburador e Inyección                                                                                             |
| 2025                                   | C                                                      | de 1.301 cc. a 1.600 cc. Standard alimentación a carburador. |
| 2025                                   | C Inyección                                            | de 0 cc a 1400 cc, Standard, 8 válvulas, Inyección |
| 2025                                   | D                                                      | de 0 cc. a 1.600 cc. Standard, sistema de inyección de combustible original, 8 válvulas.                                                                             |
| 2025                                   | E                                                      | de 0 a 1.600 cc Standard, sistema de inyección de combustible original, 16 válvulas, con tope máximo de 120 hp 0 121,7 cv o 89,5 kW + 0,5 de ficha técnica original. |
| 2025                                   | F                                                      | de 0 a 2.500 cc. Libre preparación, alimentación a carburador, 8 válvulas y/o de 0 a 2.000 cc., inyección, 8 válvulas                                                |
| 2025                                   | G                                                      | de 0 cc a 2.000 cc libre preparación, alimentación a inyección y multiválvulas; y/o hasta 1600 cc sobrealimentados con turbocompresor o compresores volumétricos     |
| 2024                                   | A                                                      | de 0 cc. a 1.000 cc. Standard, 8 válvulas, Carburador e Inyección |
| 2024                                   | B                                                      | de 1.001 cc. a 1.300 cc. Standard, 8 válvulas, Carburador e Inyección                                                                                                |
| 2024                                   | C                                                      | de 1.301 cc. a 1.600 cc. Standard alimentación a carburador. |
| 2024                                   | C Inyección                                            | de 0 cc a 1400 cc, Standard, 8 válvulas, Inyección |
| 2024                                   | D                                                      | de 0 cc. a 1.600 cc. Standard, sistema de inyección de combustible original, 8 válvulas.                                                                             |
| 2024                                   | E                                                      | de 0 a 1.600 cc Standard, sistema de inyección de combustible original, 16 válvulas, con tope máximo de 120 hp 0 121,7 cv o 89,5 kW + 0,5 de ficha técnica original. |
| 2024                                   | F                                                      | de 0 a 2.500 cc. Libre preparación, alimentación a carburador, 8 válvulas y/o de 0 a 2.000 cc., inyección, 8 válvulas                                                |
| 2024                                   | G                                                      | de 0 cc a 2.000 cc libre preparación, alimentación a inyección y multiválvulas; y/o hasta 1600 cc sobrealimentados con turbocompresor o compresores volumétricos     |
| 2023                                   | A                                                      | de 0 cc. a 1.000 cc. Standard alimentación a carburador. |
| 2023                                   | B                                                      | de 1.001 cc. a 1.300 cc. Standard alimentación a carburador. |
| 2023                                   | C                                                      | de 1.301 cc. a 1.600 cc. Standard alimentación a carburador. |
| 2023                                   | C Inyección                                            | de 0 cc a 1400 cc, Standard, 8 válvulas, Inyección |
| 2023                                   | D                                                      | de 0 cc. a 1.600 cc. Standard, sistema de inyección de combustible original, 8 válvulas.                                                                             |
| 2023                                   | E                                                      | de 0 a 1.600 cc Standard, sistema de inyección de combustible original, 16 válvulas, con tope máximo de 120 hp 0 121,7 cv o 89,5 kW + 0,5 de ficha técnica original. |
| 2023                                   | F                                                      | de 0 a 2.500 cc. Libre preparación, alimentación a carburador, 8 válvulas y/o de 0 a 1.600 cc, inyección, 8 válvulas                                                 |
| 2023                                   | G                                                      | de 0 cc a 2.000 cc libre preparación, alimentación a inyección y multiválvulas; y/o hasta 1600 cc sobrealimentados con turbocompresor o compresores volumétricos     |
| 2023                                   | PROMOCIONAL                                            | De 0 a 1.300 cc. Standard hasta 12 valvulas |
| 2022                                   | A                                                      | de 0 cc. a 1.000 cc. Standard alimentación a carburador. |
| 2022                                   | B                                                      | de 1.001 cc. a 1.300 cc. Standard alimentación a carburador. |
| 2022                                   | C                                                      | de 1.301 cc. a 1.600 cc. Standard alimentación a carburador. |
| 2022                                   | C Inyección                                            | de 0 cc a 1400 cc Standard, 8 válvulas (Se permite hasta 12 válvulas hasta 1200 cc).                                                                                 |
| 2022                                   | D                                                      | de 0 cc. a 1.600 cc. Standard, sistema de inyección de combustible original, 8 válvulas.                                                                             |
| 2022                                   | E                                                      | de 0 a 1.600 cc Standard, sistema de inyección de combustible original, 16 válvulas, con tope máximo de 120 hp 0 121,7 cv o 89,5 kW + 0,5 de ficha técnica original. |
| 2022                                   | F                                                      | de 0 cc a 2.500 cc libre preparación, con alimentación a carburador y solo para motores de 8 válvulas.                                                               |
| 2022                                   | G                                                      | de 0 cc a 2.000 cc libre preparación, alimentación a inyección y multiválvulas; y/o hasta 1600 cc sobrealimentados con turbocompresor o compresores volumétricos     |
| 2021                                   | No se corrió debido a la pandemia mundial del COVID-19 | No se corrió debido a la pandemia mundial del COVID-19 |
| 2020                                   | No se corrió debido a la pandemia mundial del COVID-19 | No se corrió debido a la pandemia mundial del COVID-19 |
| 2019                                   | A                                                      | de 0 cc. a 1.000 cc. Standard alimentación a carburador. |
| 2019                                   | B                                                      | de 1.001 cc. a 1.300 cc. Standard alimentación a carburador. |
| 2019                                   | C                                                      | de 1.301 cc. a 1.600 cc. Standard alimentación a carburador. |
| 2019                                   | D                                                      | de 0 cc. a 1.600 cc. Standard, sistema de inyección de combustible original, 8 válvulas.                                                                             |
| 2019                                   | E                                                      | de 0 a 1.600 cc Standard, sistema de inyección de combustible original, 16 válvulas, con tope máximo de 120 hp 0 121,7 cv o 89,5 kW + 0,5 de ficha técnica original. |
| 2019                                   | F                                                      | de 0 cc a 2.500 cc libre preparación, con alimentación a carburador y solo para motores de 8 válvulas.                                                               |
| 2019                                   | G                                                      | de 0 cc a 2.000 cc libre preparación, alimentación a inyección y multiválvulas; y/o hasta 1600 cc sobrealimentados con turbocompresor o compresores volumétricos     |
| 2019                                   | A Inyectada (PROMOCIONAL)                              | de 0 cc a 1400 cc Standard, 8 válvulas (Se permite hasta 12 válvulas hasta 1200 cc).                                                                                 |
| 2018                                   | A                                                      | de 0 cc. a 1.000 cc. Standard alimentación a carburador. |
| 2018                                   | B                                                      | de 1.001 cc. a 1.300 cc. Standard alimentación a carburador. |
| 2018                                   | C                                                      | de 1.301 cc. a 1.600 cc. Standard alimentación a carburador. |
| 2018                                   | D                                                      | de 0 cc. a 1.600 cc. Standard, sistema de inyección de combustible original, 8 válvulas.                                                                             |
| 2018                                   | E                                                      | de 0 a 1.600 cc Standard, sistema de inyección de combustible original, 16 válvulas, con tope máximo de 120 hp 0 121,7 cv o 89,5 kW + 0,5 de ficha técnica original. |
| 2018                                   | F                                                      | de 0 cc a 2.500 cc libre preparación, con alimentación a carburador y solo para motores de 8 válvulas.                                                               |
| 2018                                   | G                                                      | de 0 cc a 2.000 cc libre preparación, alimentación a inyección y multiválvulas; y/o hasta 1600 cc sobrealimentados con turbocompresor o compresores volumétricos     |
| 2018                                   | A Inyectada (PROMOCIONAL)                              | de 0 cc a 1400 cc Standard, 8 válvulas (Se permite hasta 12 válvulas hasta 1200 cc).                                                                                 |
| 2017                                   |                                                        | |
| 2016                                   |                                                        | |
| 2015                                   | A                                                      | de 0 cc. a 1.000 cc. Standard alimentación a carburador. |
| 2015                                   | B                                                      | de 1.001 cc. a 1.301 cc. Standard alimentación a carburador. |
| 2015                                   | C                                                      | de 1.302 cc. a 1.600 cc. Standard alimentación a carburador. |
| 2015                                   | D                                                      | de 0 cc. a 1.600 cc. Standard, sistema de inyección de combustible original, 8 válvulas.                                                                             |
| 2015                                   | E                                                      | de 0 a 1.600 cc Standard, sistema de inyección de combustible original, 16 válvulas, con tope máximo de 120 hp 0 121,7 cv o 89,5 kW + 0,5 de ficha técnica original. |
| 2015                                   | F                                                      | de 0 cc a 2.500 cc libre preparación, con alimentación a carburador y solo para motores de 8 válvulas.                                                               |
| 2015                                   | G                                                      | de 0 cc a 2.000 cc libre preparación, alimentación a inyección y multiválvulas; y/o hasta 1400 cc sobrealimentados con turbocompresor                                |
| 2014                                   |                                                        | |
| 2013                                   |                                                        | |
| 2012                                   | A                                                      | de 0 cc. a 1.000 cc. Standard alimentación a carburador. |
| 2012                                   | B                                                      | de 1.001 cc. a 1.301 cc. Standard alimentación a carburador. |
| 2012                                   | C                                                      | de 1.302 cc. a 1.600 cc. Standard alimentación a carburador. |
| 2012                                   | D                                                      | de 0 cc a 2.500 cc libre preparación, respetando cilindrada original del modelo, con alimentación a carburador y solo para motores de 8 válvulas.                    |
| 2012                                   | E                                                      | de 0 cc. a 1.600 cc. Standard, sistema de inyección de combustible original, 8 válvulas.                                                                             |
| 2012                                   | F                                                      | de 0 cc a 2.000 cc libre preparación, alimentación a inyección y multiválvulas; y/o hasta 1400 cc sobrealimentados con turbocompresor                                |
| 2012                                   | N2 (PROMOCIONAL)                                       | Regida por reglamento PRC |
| 1985                                   | A                                                      | Hasta 1.000cc. |
| 1985                                   | B                                                      | Hasta 1.300cc. |
| 1985                                   | C                                                      | Hasta 1.500cc. |
| 1985                                   | D                                                      | Hasta 1.800cc. |
| 1985                                   | E                                                      | Hasta 2.500cc. |

## La Copa Challenger
Esta codiciada copa la obtiene el piloto que gana -en su categoría- tres veces consecutivas, o que en cinco ediciones haya resultado ganador -en su categoría-, sin importar si fueron años consecutivos. 

### Ganadores[7]
- 1983 - Jorge Raúl Recalde: ganó en 1981, 1982 y 1983.
- 1993 - Daniel Preto: ganó en 1991, 1992 y 1993.
- 1996 - Constante Moreno Preto: ganó en 1994, 1995 y 1996.
- 2002 - Jorge Finocchio: ganó en 2000, 2001 y 2002.
- 2002 - Eduardo Carletti: ganó en 1976, 1981, 1985, 2001 y 2002.
- 2003 - Pablo Capkovic: ganó en 2001, 2002, 2003.[8]
- 2007 - Gastón Bronzovich: ganó en 2005, 2006 y 2007.
- 2012 - Daniel Preto: ganó 2010, 2011 y 2012.
- 2014 - Gonzalo Marchisio: ganó 2012, 2013 y 2014.
- 2016 - Eduardo Mac Kay: ganó en 2010, 2012, 2013, 2015 y 2016. Archivado el 8 de mayo de 2019 en Wayback Machine.
- 2017 - Luis Marchisio: ganó 2015, 2016 y 2017.
- 2018 - Juan Villaroel: ganó en 2008, 2009, 2015, 2017 y 2018.
- 2023 - Manuel Gonzalez: ganó en 2010,2013,2014,2019 y 2023
- 2023 - Hernán Zanetti: ganó en 2014, 2015, 2017, 2022 y 2023

## Curiosidades
- En 1977, Ganan por primera vez dos hermanos (Constante Moreno Preto y Ruggero Preto) sus respectivas categorías en la misma edición. A su vez, corre por primera vez un binomio femenino. Victoria de Nogar y Delmira de Vera son las primeras mujeres en participar, finalizando terceras en la categoría “A”.[9]

- En 1978, en pleno conflicto del Beagle entre ambos países por la soberanía en las islas Picton, Lennox y Nueva, la carrera se realizó como siempre, "a frontera abierta", pero esta vez bajo el nombre Gran Premio Internacional.
- En 1995 hubo tormenta blanca. Cambió el trazado característico por las rutas de uso común y cambió también la fecha, que se corrió para los primeros días de septiembre.
- En 1999 tres pilotos tenían la oportunidad de obtener la Copa Challenger: Horacio Zentner, Norberto Pavlov y Fabián Villarroel. Solo Villarroel pudo terminar la carrera, pero ninguno ganó. 1999 es mencionado en el ambiente automovilístico como el año de la maldición de la Copa Challenger.
- En 2001 surgió el problema de la aftosa, generando controles más estrictos en las fronteras. Los vehículos debían pasar por un sector específico para desinfección.
- En 2009, Jorge Finocchio se convierte en el más ganador del Gran Premio de la Hermandad, habiendo ganado en 8 oportunidades, 1988, 1989, 2000, 2001, 2002, 2004, 2007 y 2009 respectivamente.
- En 2012, Daniel Preto se consagra campeón de la Copa Challenger por segunda vez, siendo el único piloto en haber ganado la misma dos veces.
- En 2016, solo se corrió una etapa del Gran Premio, dándose por ganadores de cada categoría a aquellos que lograron establecer los mejores tiempos en cada una de estas, debido a la fatalidad de un accidente y el fallecimiento de un espectador que circulaba en contra mano con un cuatriciclo.[10]
- En 2018, la segunda etapa del Gran Premio fue acortada debido a un inconveniente que imposibilitó la realización normal de la misma.
- Jorge Raúl Recalde y su navegante Martín Christi[11] participaron con un Renault 18 a estrenar, cuando ya había sido consagrado múltiple campeón argentino de rally. Recalde influyó en la adopción de la hoja de ruta, que hasta ese momento no se usaba o no era correctamente confeccionada.
- Francisco Javier Puget, más bien conocido como "Paco" Puget, fue el único piloto que pudo ganarle una etapa a Jorge Raúl Recalde. La hazaña fue realizada en la 10ma edición del Gran Premio, donde "Paco" se llevó la primera etapa de 1983 por 40 segundos ante Recalde, quien finalmente ganaría el GPH de ese año.[12]
- La primera revista dedicada al Gran Premio fue promovida y editada por Raúl Liscio, quien participó del deporte motor como cronometrista.[13]
- Por primera vez en la historia se cancela el Gran Premio de la Hermandad luego de la pandemia mundial del COVID-19, si bien no se correrá este año el GPH 2020 la edición siguiente será la que pertenecía a dicho año, por lo que la 47 edición si se correrá.[14]
- En 2021, tampoco se realizó el Gran Premio de la Hermandad  debido a la pandemia mundial del COVID-19 siendo el segundo año consecutivo desde el 2020 en que no se realiza.[15]
- En 2022, Daniel Alejandro Preto se convierte junto con Jorge Finocchio en el más ganador del Gran Premio de la Hermandad, habiéndolo logrado en 8 oportunidades, 1984, 1991, 1992, 1993, 2010, 2011, 2012 y 2022 respectivamente
- En 2023, se corrió con zonas de velocidad limitada en asfalto, además de que por primera vez se instaló un dispositivo de rastreo satelital en todos los binomios.
- En 2024, la primera y segunda etapa por motivos de malas condiciones de una parte del trazado correspondiente al Cordón Baquedano, se largo y terminó desde el Cruce Baquedano. Esta edición se caracterizó por la gran cantidad de autos que se quedaron atascados en el sector argentino, debido a las condiciones del camino, que produjeron la posterior modificación de la largada del día domingo, la cual se realizó en el cruce O`Connor. Además por primera vez en la historia ni la categoría A, B o C tuvieron ganadores.

## Accidentes
Como todo rally, esta carrera tiene muchas historias de accidentes, pero uno de los mayores fue en 1984.
El 18 de agosto de ese año dos pilotos argentinos perdieron la vida: Francisco Javier Paco Puget y su copiloto y mecánico Elvy Garay, a bordo de una cupe Ford Taunus. El número del auto era el 503, que no se volvió a usar en otro vehículo.
Otro accidente trágico en las pruebas de reconocimiento de la ruta fue el del piloto ushuaiense Claudio Giovanini, en 2008. Junto a su copiloto Luciano Casimiliano volcaron a 45 kilómetros de Porvenir, incendiándose el auto. Giovanini sufrió quemaduras que complicaron su salud y provocaron su muerte.
La edición de 2016 que estuvo marcada por la fatalidad de un accidente y el fallecimiento de un espectador, por lo que solo se corrió una etapa del Gran Premio, dándose por ganadores de cada categoría a aquellos que lograron establecer los mejores tiempos en cada una de estas.

## Reconocimientos
- 2003 - El 12 de agosto la Legislatura de la provincia de Tierra del Fuego, Argentina, declaró a la carrera Patrimonio Cultural y Deportivo a nivel provincial mediante la ley nº584/03.[18]
- 2009 - El gobierno chileno consideró incluir al Gran Premio de la Hermandad, edición 2010, en las actividades de celebración del Bicentenario del país, debido a la importancia que tiene en cuanto a estrechar lazos entre países vecinos.[19][20]
- 2011 - El Gobierno de Tierra del Fuego (Argentina) declaró al XXXVIII Gran Premio de la Hermandad Argentino-Chileno de interés turístico.[21]  Resolución In.Fue.Tur. Nº 919/11.[22]

## Pilotos Ganadores
| AÑO  | INSC                                                   | GENERAL                                                | A                                                      | B                                                      | C                                                      | CI                                                     | D                                                      | E                                                      | F                                                      | G                                                      | PROMOCIONAL                                            |
| ---- | ------------------------------------------------------ | ------------------------------------------------------ | ------------------------------------------------------ | ------------------------------------------------------ | ------------------------------------------------------ | ------------------------------------------------------ | ------------------------------------------------------ | ------------------------------------------------------ | ------------------------------------------------------ | ------------------------------------------------------ | ------------------------------------------------------ |
| 2024 |                                                        | Alexis Barrientos                                      | Ninguno terminó                                        | Ninguno terminó                                        | Ninguno terminó                                        | Damian Alvarado                                        | Matias Villarroel                                      | Facundo Carletti                                       | Mariano Chebel                                         | Alexis Barrientos                                      |                                                        |
| 2023 |                                                        | Jacob Masle                                            | Manuel Gonzalez                                        | Felipe Barrientos                                      | Hernán Zanetti                                         | Martin Iriburo                                         | Ignacio Pavlov                                         | Facundo Carletti                                       | Renzo Vojnovic                                         | Jacob Masle                                            |                                                        |
| 2022 |                                                        | Daniel Preto                                           | Matias De Amuchategui                                  | Patricio Muñoz                                         | Hernán Zanetti                                         | Damian Alvarado                                        | Lucas Garro                                            | Patricio Sánchez                                       | Francisco Godoy                                        | Daniel Alejandro Preto                                 |                                                        |
| 2021 | No se corrió debido a la pandemia mundial del COVID-19 | No se corrió debido a la pandemia mundial del COVID-19 | No se corrió debido a la pandemia mundial del COVID-19 | No se corrió debido a la pandemia mundial del COVID-19 | No se corrió debido a la pandemia mundial del COVID-19 | No se corrió debido a la pandemia mundial del COVID-19 | No se corrió debido a la pandemia mundial del COVID-19 | No se corrió debido a la pandemia mundial del COVID-19 | No se corrió debido a la pandemia mundial del COVID-19 | No se corrió debido a la pandemia mundial del COVID-19 | No se corrió debido a la pandemia mundial del COVID-19 |
| 2020 | No se corrió debido a la pandemia mundial del COVID-19 | No se corrió debido a la pandemia mundial del COVID-19 | No se corrió debido a la pandemia mundial del COVID-19 | No se corrió debido a la pandemia mundial del COVID-19 | No se corrió debido a la pandemia mundial del COVID-19 | No se corrió debido a la pandemia mundial del COVID-19 | No se corrió debido a la pandemia mundial del COVID-19 | No se corrió debido a la pandemia mundial del COVID-19 | No se corrió debido a la pandemia mundial del COVID-19 | No se corrió debido a la pandemia mundial del COVID-19 | No se corrió debido a la pandemia mundial del COVID-19 |
| 2019 | 168                                                    | Christobal Masle                                       | Manuel González                                        | Alan Senkovic                                          | Surt Horacio                                           |                                                        | Eduardo Mladinic                                       | Daniel Groves                                          | Javier Otz                                             | Christobal Masle                                       | Alejandro Martinez                                     |
| 2018 | 207                                                    | Christobal Masle                                       | Juan Villaroel                                         | Damian Alvarado                                        | Surt Horacio                                           |                                                        | Dante Stork                                            | Daniel Groves                                          | Rodriguez Néstor                                       | Christobal Masle                                       | Juan Carlos Cobián                                     |
| 2017 | 208                                                    | Luciano Preto                                          | Juan Villaroel                                         | Luis Marchisio                                         | Hernán Zanetti                                         |                                                        | Matías Finocchio                                       | Jaime Ivelich                                          | Ricardo Barría                                         | Luciano Preto                                          |                                                        |
| 2016 | 237                                                    | Mariano Chebel                                         | Elías Maragaño                                         | Luis Marchisio                                         | Rene Oscar Toledo                                      |                                                        | Dante Stork                                            | Daniel Groves                                          | Eduardo Mac Kay                                        | Mariano Chebel                                         |                                                        |
| 2015 | 230                                                    | Mariano Chebel                                         | Juan Villarroel                                        | Luis Marchisio                                         | Hernán Zanetti                                         |                                                        | Adrián Riestra                                         | Branko Guic                                            | Eduardo Mac Kay                                        | Mariano Chebel                                         |                                                        |
| 2014 | 230                                                    | Ángel Benítez                                          | Manuel Gonzalez                                        | Gonzalo Marchisio                                      | Hernán Zanetti                                         |                                                        | Dante Stork                                            | Alejandro Sanchez                                      | Agustín Vidal                                          | Ángel Benítez                                          |                                                        |
| 2013 | 249                                                    | Luis Mladinic                                          | Manuel Gonzalez                                        | Gonzalo Marchisio                                      | Fabían Villaroel                                       |                                                        | Eduardo Mac Kay                                        | Mariano Chebel                                         | Luis Mladinic                                          | Jorge Mladinic                                         |                                                        |
| 2012 | 218                                                    | Daniel Preto                                           | Raipane Fuentes                                        | Gonzalo Marchisio                                      | Paulino Rossi                                          |                                                        | Eduardo Mac Kay                                        | Raúl Liscio                                            | Daniel Alejandro Preto                                 |                                                        | Eugenio Vilicic                                        |
| 2011 | 194                                                    | Daniel Preto                                           | Oscar Franco                                           | Sandro Goich                                           | Jaime Ivelic                                           |                                                        | Jorge Maslov                                           | Raúl Liscio                                            | Daniel Alejandro Preto                                 |                                                        |                                                        |
| 2010 | 189                                                    | Daniel Preto                                           | Manuel Gonzalez                                        | Patricio Gallardo                                      | Mariano Chebel                                         |                                                        | Eduardo Mac Kay                                        | Dante Stork                                            | Daniel Alejandro Preto                                 | Héctor Almonacid (Promocional)                         |                                                        |
| 2009 | 185                                                    | Jorge Finocchio                                        | Juan Villarroel                                        | Sandro Goich                                           | Rubén Mauro                                            |                                                        | Julio Sarmiento                                        | Matías Bitsch                                          | Jorge Finocchio                                        |                                                        |                                                        |
| 2008 | 178                                                    | Luis Senkovic                                          | Juan Villarroel                                        | Nolberto Sánchez                                       | Mariano Chebel                                         |                                                        | Luis Senkovic                                          | Jorge Ivandic                                          | Jorge Guic                                             | Mauro Oyarzo (Promocional)                             |                                                        |
| 2007 | 164                                                    | Gastón Bronzovich                                      | Andy Cárdenas                                          | Patricio Gallardo                                      | Luis Barría                                            |                                                        | Gastón Bronzovich                                      | Ángel Benítez                                          | Jorge Finocchio                                        |                                                        |                                                        |
| 2006 | 142                                                    | Gastón Bronzovich                                      | Daniel Delich                                          | Goich                                                  | Eduardo Filosa                                         |                                                        | Gastón Bronzovich                                      | Ángel Benítez                                          |                                                        |                                                        |                                                        |
| 2005 | 165                                                    | Iván Cárdenas                                          | Luis Barría                                            | Alfio Cárcamo                                          | Eduardo Filosa                                         |                                                        | Gastón Bronzovich                                      | Iván Cárdenas                                          |                                                        |                                                        |                                                        |
| 2004 | 131                                                    | Jorge Finocchio                                        | Daniel Delich                                          | Pablo Sánchez                                          | Eduardo Mackay                                         |                                                        | Agustín Vidal                                          | Jorge Finocchio                                        |                                                        |                                                        |                                                        |
| 2003 | 149                                                    | Ivon Roberts                                           | Pablo Capkovic                                         | Pablo Sánchez                                          | Ivon Roberts                                           |                                                        | Daniel Torres                                          | Ricardo Castro                                         |                                                        |                                                        |                                                        |
| 2002 | 142                                                    | Gastón Bronzovich                                      | Pablo Capkovic                                         | Eduardo Carletti                                       | Gastón Bronzovich                                      |                                                        | Jorge Finocchio                                        | Ariel Olivetto                                         |                                                        |                                                        |                                                        |
| 2001 | 151                                                    | Daniel Padín                                           | Pablo Capkovic                                         | Eduardo Carletti                                       | Luis Cuevas                                            |                                                        | Jorge Finocchio                                        | Daniel Padín                                           |                                                        |                                                        |                                                        |
| 2000 | 131                                                    | Jorge Finocchio                                        | Juan Ojeda                                             | Rubén Mauro                                            | Luis Senkovic                                          |                                                        | Jorge Finocchio                                        |                                                        |                                                        |                                                        |                                                        |
| 1999 | 114                                                    | Constante Moreno Preto                                 | Pablo Capkovic                                         | Ramón Benítez                                          | Luis Cuevas                                            |                                                        | Constante Moreno Preto                                 |                                                        |                                                        |                                                        |                                                        |
| 1998 | 120                                                    | Horacio Zentner                                        | Fabián Villarroel                                      | Rubén Mauro                                            | Norberto Pavlov                                        |                                                        | Horacio Zentner                                        |                                                        |                                                        |                                                        |                                                        |
| 1997 | 65                                                     | Horacio Zentner                                        | Fabián Villarroel                                      | Pablo Marini                                           | Norberto Pavlov                                        |                                                        | Horacio Zentner                                        |                                                        |                                                        |                                                        |                                                        |
| 1996 | 57                                                     | José Viola                                             | Santiago Mansilla                                      | Constante Moreno Preto                                 | Antonio Susñar                                         |                                                        | José Viola                                             |                                                        |                                                        |                                                        |                                                        |
| 1995 | 57                                                     | Daniel "Jackie" Finnochio                              | Silvio Oyarzo                                          | Constante Moreno Preto                                 | Juan Bronzovich                                        |                                                        | Daniel "Jackie" Finnochio                              |                                                        |                                                        |                                                        |                                                        |
| 1994 | 87                                                     | Constante Moreno Preto                                 | Víctor Muñoz                                           | Constante Moreno Preto                                 | Juan Bronzovich                                        |                                                        | Félix España                                           |                                                        |                                                        |                                                        |                                                        |
| 1993 | 91                                                     | Daniel Preto                                           | Nerio Sartini                                          | Gustavo Sommariva                                      | Daniel Preto                                           |                                                        | Marcos Lausic                                          |                                                        |                                                        |                                                        |                                                        |
| 1992 | 67                                                     | Daniel Preto                                           | Julián Castro                                          | Yanko Masle                                            | Daniel Preto                                           |                                                        |                                                        |                                                        |                                                        |                                                        |                                                        |
| 1991 | 63                                                     | Daniel Preto                                           | Raúl Muñoz                                             | Antonio Susñar                                         | Daniel Preto                                           |                                                        | Ricardo Castro                                         |                                                        |                                                        |                                                        |                                                        |
| 1990 | 65                                                     | Eduardo Schipani                                       | Juan C. Kalasich                                       | Eduardo Thomas                                         | Eduardo Schipani                                       |                                                        | Teodoro Martinic                                       |                                                        |                                                        |                                                        |                                                        |
| 1989 | 54                                                     | Jorge Finocchio                                        | Jorge Manquemilla                                      | Julio Sarmiento                                        | Antonio "Cuca" Visic                                   |                                                        | Jorge Finocchio                                        | Omar Nogar                                             |                                                        |                                                        |                                                        |
| 1988 | 61                                                     | Sergio Bello                                           | Enrique Seoane                                         | Gustavo Sommariva                                      | Jorge Finocchio                                        |                                                        | Oscar Ruiz                                             | Sergio Bello                                           |                                                        |                                                        |                                                        |
| 1987 | 70                                                     | Alfredo Altamirano                                     | Enrique Seoane                                         | Víctor Muñoz                                           | Eduardo Schipani                                       |                                                        | Alfredo Altamirano                                     | Oreste Bonicciolli                                     |                                                        |                                                        |                                                        |
| 1986 | 64                                                     | Daniel "Jackie" Finocchio                              | Héctor Díaz                                            | Juan Cano                                              | Eduardo Carletti                                       |                                                        | Daniel "Jackie" Finocchio                              |                                                        |                                                        |                                                        |                                                        |
| 1985 |                                                        | Jorge Raúl Recalde                                     | Mario Velázquez                                        | Iván Kusmanic                                          | Eduardo Carletti                                       |                                                        | No reunió parque mínimo                                | Jorge Raúl Recalde                                     |                                                        |                                                        |                                                        |
| 1984 |                                                        | Jorge Raúl Recalde                                     | Ricardo Anders                                         | Daniel Preto                                           | Jorge Raúl Recalde                                     |                                                        |                                                        |                                                        |                                                        |                                                        |                                                        |
| 1983 |                                                        | Jorge Raúl Recalde                                     | Oreste Bonicciolli                                     | Roberto Orellana                                       | Jorge Raúl Recalde                                     |                                                        |                                                        |                                                        |                                                        |                                                        |                                                        |
| 1982 |                                                        | Jorge Raúl Recalde                                     | Ricardo Pérez                                          | Iván Kusmanic                                          | Jorge Raúl Recalde                                     |                                                        |                                                        |                                                        |                                                        |                                                        |                                                        |
| 1981 |                                                        | Jorge Raúl Recalde                                     | Oreste Bonicciolli                                     | Eduardo Carletti                                       | Jorge Raúl Recalde                                     |                                                        |                                                        |                                                        |                                                        |                                                        |                                                        |
| 1980 |                                                        | Francisco "Paco" Puget                                 | Jorge Fuentes                                          | Sergio Bello                                           | Francisco "Paco" Puget                                 |                                                        |                                                        |                                                        |                                                        |                                                        |                                                        |
| 1979 |                                                        | Ignacio Sundbland                                      | Oreste Bonicciolli                                     | Roberto Orellana                                       | Ignacio Sumbland                                       |                                                        |                                                        |                                                        |                                                        |                                                        |                                                        |
| 1978 |                                                        | Sergio Violic                                          | Roberto Orellana                                       | Nicolás Senkovic                                       | Sergio Violic                                          |                                                        |                                                        |                                                        |                                                        |                                                        |                                                        |
| 1977 |                                                        | Constante Moreno Preto                                 | Héctor Perrone                                         | Ruggero Preto                                          | Constante Moreno Preto                                 |                                                        |                                                        |                                                        |                                                        |                                                        |                                                        |
| 1976 |                                                        | Eduardo Carletti                                       | Mario Velásquez                                        | Eduardo Carletti                                       | Juan Carlos Cabrera                                    |                                                        |                                                        |                                                        |                                                        |                                                        |                                                        |
| 1975 |                                                        | Ivo Milovic                                            | Nicolás Senkovic                                       | Ivo Milovic                                            |                                                        |                                                        |                                                        |                                                        |                                                        |                                                        |                                                        |
| 1974 | 20                                                     | Nicolás Senkovic                                       | Nicolás Senkovic                                       | Goyco Maslov                                           |                                                        |                                                        |                                                        |                                                        |                                                        |                                                        |                                                        |